# Clark County (Illinois)
Clark County is een county in de Amerikaanse staat Illinois.
De county heeft een landoppervlakte van 1.299 km² en telt 17.008 inwoners (volkstelling 2000). De hoofdplaats is Marshall.

## Bevolkingsontwikkeling

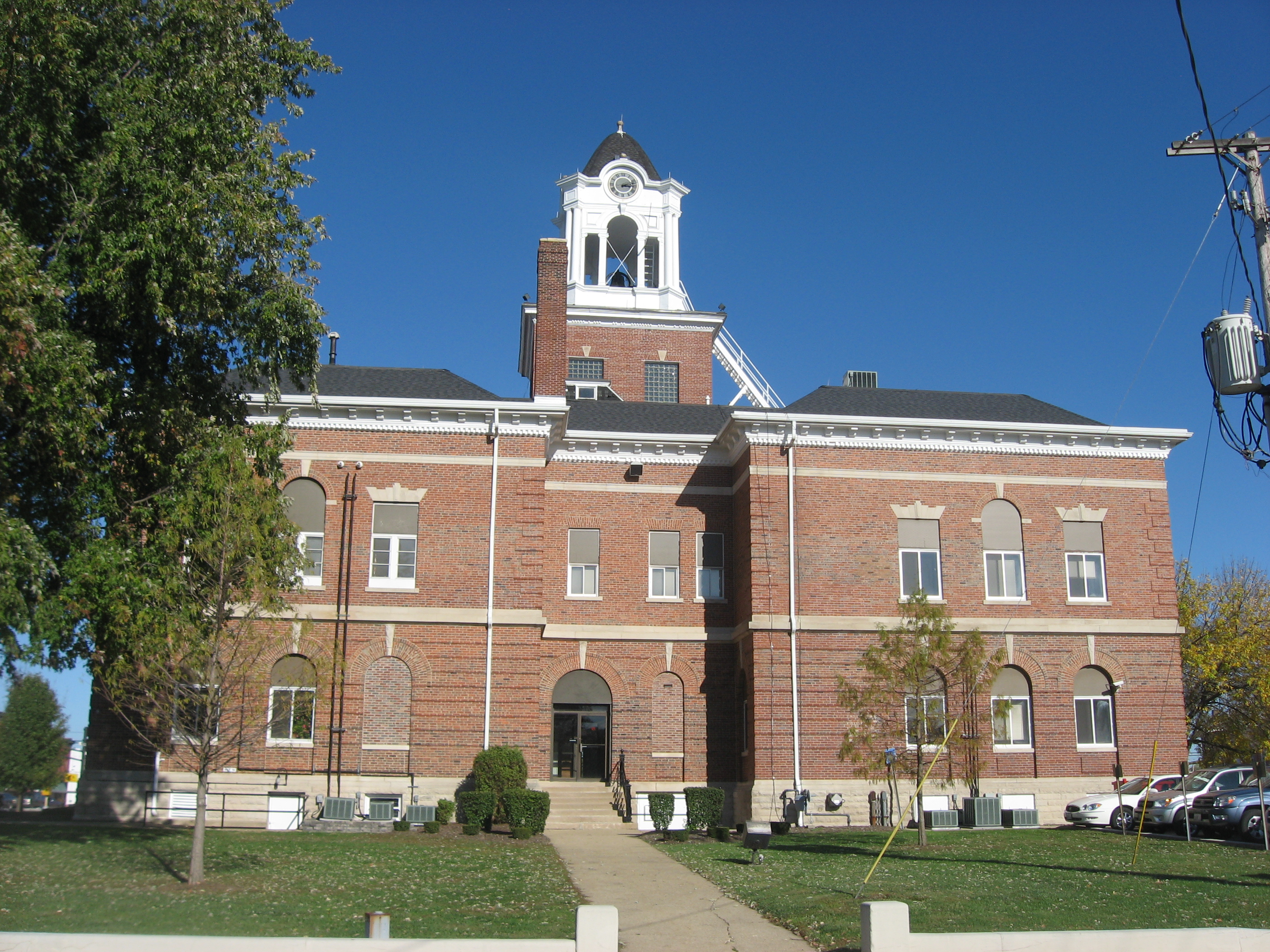
Clark County Courthouse